# Hatzenreuth
Hatzenreuth ist ein Gemeindeteil der Stadt Waldsassen im Landkreis Tirschenreuth (Oberpfalz, Bayern).
Das Dorf liegt unweit der deutsch-tschechischen Landesgrenze. Sehenswert sind einige schöne Fachwerkgebäude, die im so genannten Egerländer Stil erbaut sind.
Den Ortsmittelpunkt bildet die 1963 errichtete Bruder-Klaus-Kapelle, die dem Gedenken an die im Krieg gefallenen Männer und als symbolischer Ersatz für die damals nicht mehr erreichbaren Wallfahrtskirchen in Wies und Maria Loreto im ehemaligen Egerland dienen sollte. Nachdem der Prälat Martin Rohrmeier (1906–1990) im Dezember 1958 die Pfarrei Waldsassen übernommen hatte, bemühte er sich um den Bau der Hatzenreuther Kapelle. Im Frühjahr 1960 erhielt er die Genehmigung des bischöflichen Ordinariats in Regensburg und der Gemeinde Querenbach. Schon im Jahr darauf konnten die Baupläne bei den Behörden eingereicht werden.

## Geschichte
Der Ort wurde 1347 erstmals erwähnt. Vom Ende des 14. Jahrhunderts bis weit in das 19. Jahrhundert lag es im Gebiet der Frais, eines Kondominiums des Königreichs Bayern und der Österreichisch-Ungarischen Monarchie bzw. deren Rechtsnachfolger.
Die Einwohnerzahl liegt derzeit bei ca. 80.
1985 wurde mit Thurston, Nebraska, USA eine Partnerschaft begründet. 1993 wurde eine sehenswerte Wagenremise nur wenige Meter von ihrem ursprünglichen Standort entfernt wieder aufgebaut. Der so genannte Veith’n-Schupf’m war ein Gebäude, in dem Werkzeuge für die Ernte und zur Bearbeitung von Flachs gelagert wurden. Seine Entstehung geht auf das Jahr 1776 zurück. Im Jahr 1970 lebten 81 Einwohner in Hatzenreuth, 1987 waren es 78.
Im Jahr 2000 erzielte Hatzenreuth beim Bezirksentscheid des Wettbewerbs Unser Dorf soll schöner werden/Unser Dorf hat Zukunft den ersten Platz.

## Baudenkmäler
- Liste der Baudenkmäler in Hatzenreuth

## Bilder aus Hatzenreuth

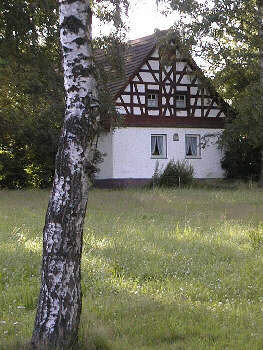
Fachwerkhaus
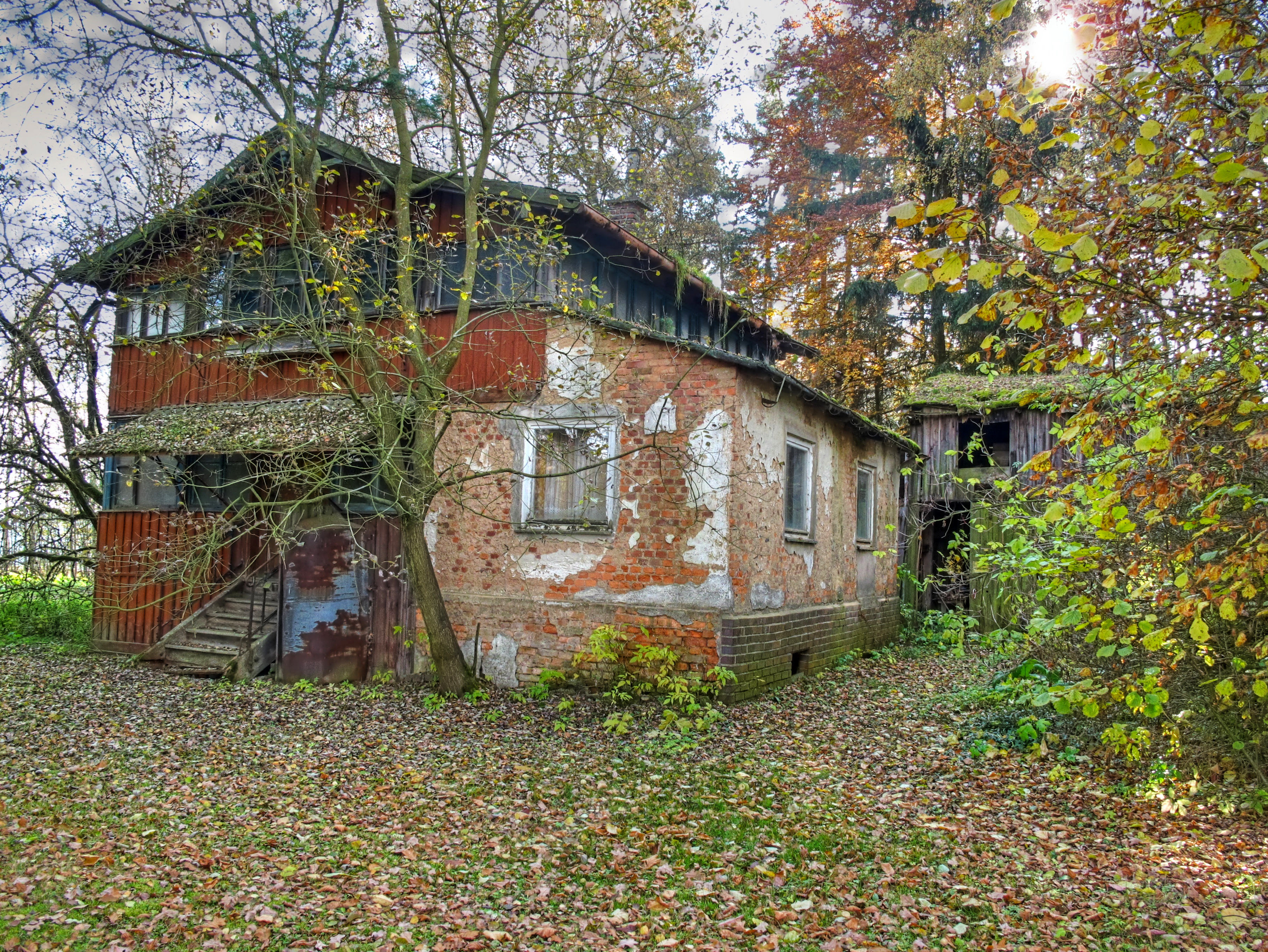
Ruine an der Staatsstraße 2175 zwischen Bad Neualbenreuth und Waldsassen
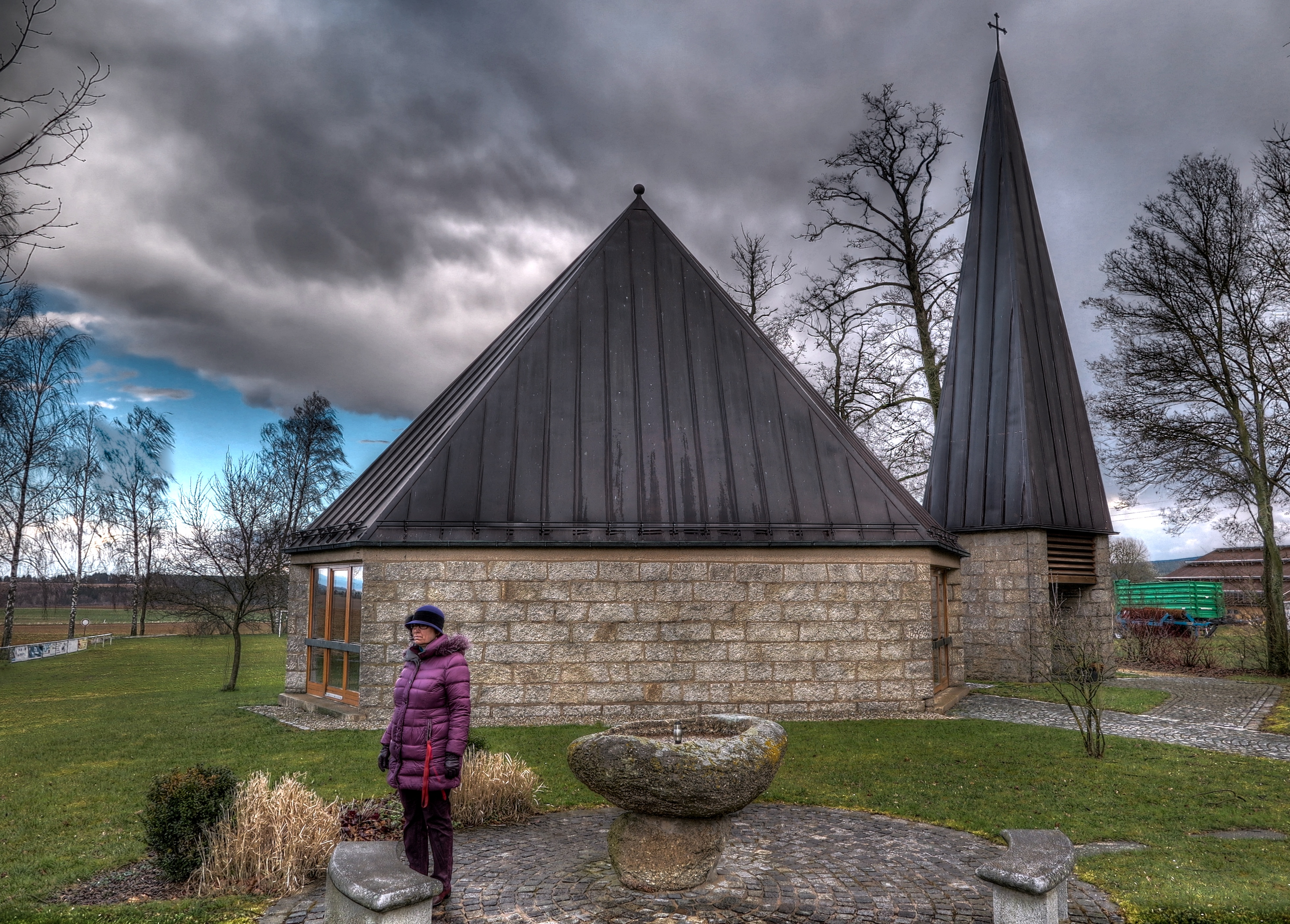
Bruder-Klaus-Kapelle